# Traianus római császár
Traianus (teljes nevén Caesar Nerva Traianus; 53. szeptember 18. – 117. augusztus 11.) a Római Birodalom császára volt 98-tól 117-es haláláig. A birodalom egyik legsikeresebb katonacsászára volt, aki hatalmas területeket hódított meg és uralkodása idején az állam elérte legnagyobb területi kiterjedését. Igazságossága, morális tartása miatt a szenátus megszavazta számára az optimus princeps ("legjobb császár") kitüntető címet. Jelentős katonai és polgári építkezéseket indított el, szociális segélyprogramot vezetett be a szegény és árva gyerekek neveltetésére. Az utókor az ún. "öt jó császár" közé sorolta.
Traianus arisztokrata családban született a dél-hispániai Italica városában, amelyet itáliai kolónusok alapítottak. Családja Umbriából származott. Apja, Marcus Ulpius Traianus befolyásos szenátor és hadvezér volt, Vespasianus császár támogatója. Katonai pályára lépett, a 7. légió legatusaként hű maradt Domitianus császárhoz, amikor Antonius Saturninus fellázadt a Rajnánál. Igen fiatalon viselt consuli hivatalt, rábízták Pannonia (vagy Germania Superior) provincia kormányzását. Domitinus 96-os meggyilkolását követően a gyermektelen Nervát választották császárrá, aki, hogy hadseregbeli népszerűségét növelje, fiává és örökösévé fogadta Traianust. Nerva 98-ban meghalt és Traianus különösebb incidens nélkül elfoglalhatta a trónt.
Nagyszabású építkezéseivel (Mint Traianus fóruma és vásárcsarnoka, oszlopa) megváltoztatta Róma arculatát. Agresszív, hódító külpolitikát folytatott, két háborúval legyőzte és annektálta a Dák Királyságot, valamint a birodalomhoz csatolta az arábiai Nabateát. 113-ban annektálta Örményországot és megtámadta a Pártus Birodalmat, amelynek meghódította mezopotámiai részét és fővárosát, Ktésziphónt. A megszállt területeken felkelés tört ki és Traianus ennek leverésén ügyködve megbetegedett, majd visszaútján Rómába a kis-ázsiai Selinusban meghalt. A szenátus istenné nyilvánította. Utódja unokaöccse és nevelt fia, Hadrianus lett. A hagyomány szerint hamvait Traianus oszlopának alapzatába temették.

## Ifjúsága

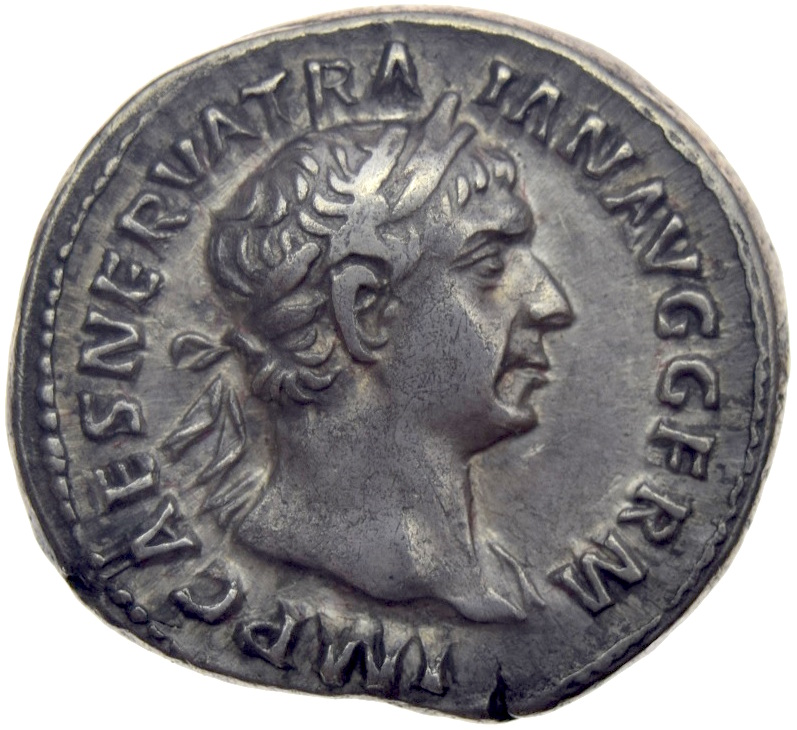
Trianus 101-102 körül vert ezüst denariusa

Marcus Ulpius Traianus i. sz. 53. szeptember 18-án született Hispania Baetica provincia (a mai Dél-Spanyolország) Italica városában (ma a Sevilla közelében fekvő Santiponce területén). Italicát i. e. 206-ban alapította Scipio Africanus és Traianus születésekor még mindig kisváros volt, nem volt közfürdője, színháza vagy amfiteátruma és csak közvetlen környezete tartozott a hatásköre alá. Születési ideje nem teljesen megbízható, egyes források 56-ra teszik.
A történetíró Cassius Dio azt állította, hogy Traianus volt az első császár, aki nem Itáliából származott és valódi, nem itáliai eredetű ibériainak tartotta. Ezt az állítást mára megcáfolták; bár Hispániában született, családja római eredetű volt. Mint szülővárosának nevéből látható (és Appianus is megerősíti) a kolóniát itáliai telepesekkel hozták létre. Sextus Aurelius Victor leírása szerint a császár, Ulpius Traianus ex urbe Tudertina vagyis nemzetsége az umbriai Tuder (ma Todi) városából származott. Az Ulpia és Traia gens umbriai eredetét korabeli feliratokkal és nyelvészeti analízissel is alá lehet támasztani (mindkettő oszkoumbriai név). Az Ulpia Traiana család az Ulpia és Traia nemzetségbeliek házassága révén jött létre; de nem tudni hogy erre még Umbriában vagy már Hispániában került-e sor.
Az i. e. 1. században Italica municipiumi státuszt kapott, így lakói római polgárrá lettek. Ha az Ulpius Traianusok korábban helyi lakosokkal kötöttek volna házasságot és elvesztették volna polgárjogukat, ekkor mindenképpen visszakapták volna azt. Egy kisebbségi álláspont szerint a Traia ág az ibériai turdetanus törzsből származhatott.
Traianus apját is Marcus Ulpius Traianusnak hívták és köztiszteletben álló szenátor és hadvezér volt. Anyja, Marcia a hasonló nevű nemzetségből származott és arisztokrata státuszát jól mutatja, hogy sógornője volt Titus császárnak (Titus második házasságában Marcia húgát, Marcia Furnillát vette el). Idősebb Marcus Ulpius Traianus Vespasianus főparancsnoksága alatt a Legio X Fretensist vezette a zsidó háborúban. Traianusnak volt egy nővére is, Ulpia Marciana, akinek unokáját, Vibia Sabinát Hadrianus vette feleségül.
Gyerekkoráról szinte semmit sem tudunk. Valószínűleg első néhány évét Italicában töltötte, majd a családdal Rómába költözött, aztán i. sz. 64-65 körül, 8-9 évesen, amikor apját Baetica kormányzójává nevezték ki, visszatért Italicába. Mivel az Ulpiusok kisvárosból származtak (akárcsak a velük szövetséges italicai szenátori család, az Aeliusok) szükségük volt a helyi befolyásos családok (Anniusok, Ucubusok, Dasumiusok) támogatására. Ezt a célt szolgálhatta Traianus házassága is a Gallia Narbonensisben született, de Baeticában nevelkedett Pompeia Plotinával. A család római háza, a Domus Traiana az Aventinuson feküdt; egy régészeti ásatás során feltehetően megtalálták a nagy, pompásan díszített külvárosi villát.

### Katonai pályafutása

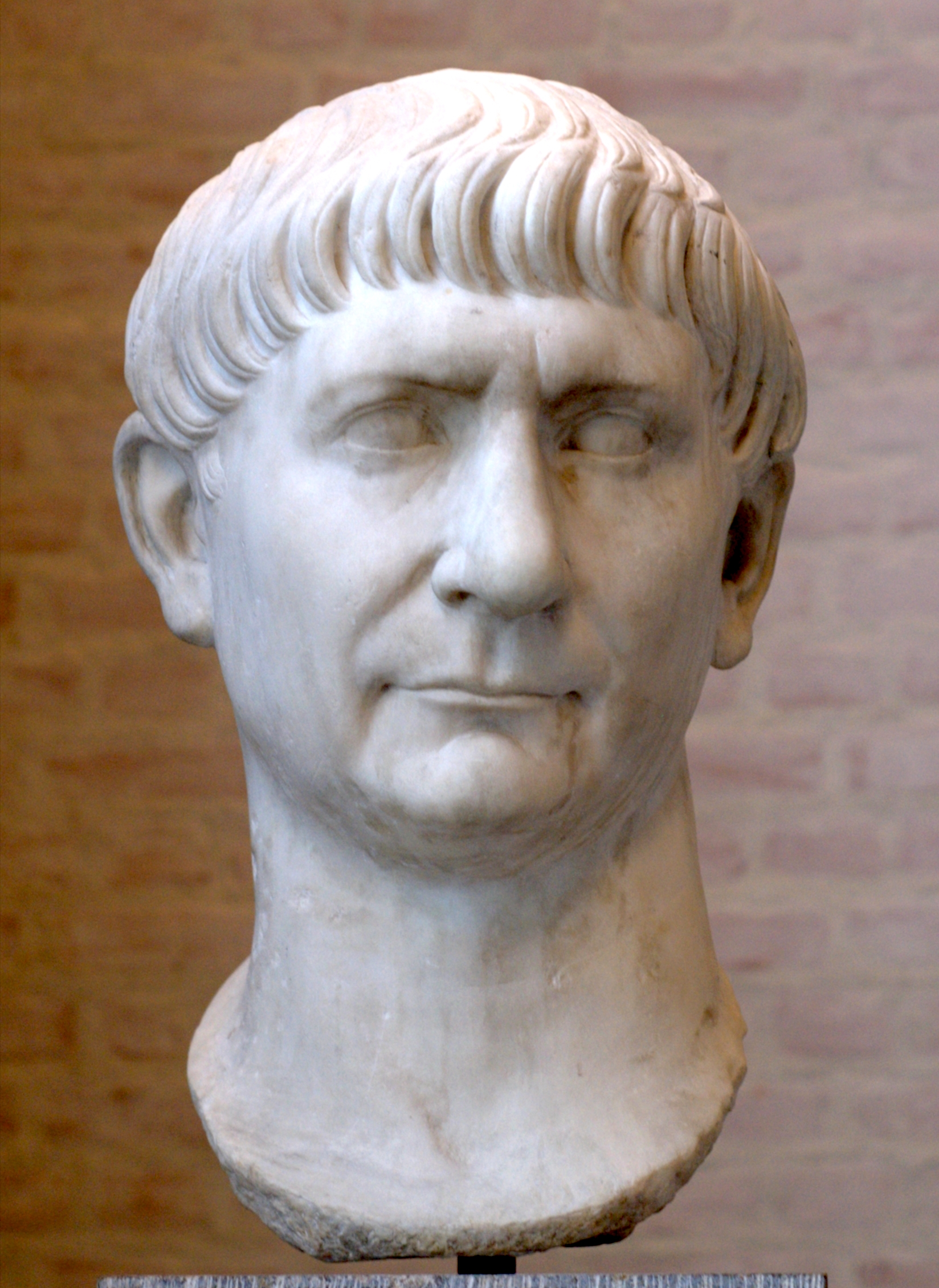
Traianus (Müncheni Glyphotek)

Traianus a hadseregben kezdte pályáját, többek között a birodalom legveszedelmesebb határvidékein szolgált. 76-77-ben apja Szíriában volt kormányzó (Legatus pro praetore Syriae); ő ugyanitt volt légiójának tribunusa. Mikor apját leváltották ő is az egyik rajnai provinciába került. Plinius állítása szerint mindkét szolgálati helyén harcokban is részt vett.
86 körül meghalt az unokatestvére, Aelius Afer és két kis gyermeke, Hadrianus és Paulina árván maradtak. Traianus és barátja, Publius Acilius Attianus elvállalták a gyerekek gyámságát. 91-ben az akkor a harmincas éveinek végén járó Traianust consullá választották. Tekintve hogy a consuloknál 32 év volt az alsó korhatár, megbízatása igen hamar érkezett, amit apja tekintélye magyaráz. Idősebb M. Ulpius Traianus maga is consulviselt férfi volt, hű támogatója a császári Flavius-dinasztiának és ő is akkoriban kapott patriciusi rangot. Traianaus ekkoriban hívta Rómába Damaszkuszi Apollodorust, a neves építészt; valamint ekkoriban vette feleségül Pompeia Plotinát. Házasságából nem születtek gyerekek.
A jómódú rómaiak körében egyébként is általános volt a biszexualitás, de Cassius Dio szerint Traianus elsősorban a fiúkhoz vonzódott. A 4. századi császár, Iulianus egy kaján megjegyzése szerint "magának Zeusznak is résen kellett volna lennie, ha Ganümédésze (szépségéről híres ifjú, a főisten pohárnoka) Traianus közelébe kerül. A rosszindulatú pletykák szerint partnere volt nevelt fia, Hadrianus, az udvari apródok, egy Püladész nevű színész, egy Apolaosztosz nevű táncos, barátja, Lucius Licinius Sura vagy akár Nerva császár. Cassius Dio megjegyzi, hogy azért kötött szövetséget VII. Abgar oszroénéi királlyal, mert annak szép fia, Arbandész táncolt Traianus előtt egy lakoma során.
Traianus katonai pályafutásának kezdetei alig ismertek. 89-ben, amikor Lucius Antonius Saturninus, Germania Superior helytartója fellázadt Domitianus ellen, ő a Legio VII Gemina legatusaként hű maradt a császárhoz. Valószínűleg egy ideig a Rajna-vidéken maradt a lázadás elfojtása után is, hogy részt vegyen a Saturninusszal szövetkező chattus törzs megbüntetésében, de aztán visszatért légiója hispániai állomáshelyére. 91-ben Acilius Glabrióval közösen consuli hivatalt viselt; akkoriban ritkaság volt, hogy egyik consul sem tartozott az uralkodói családhoz. Egy időre Pannonia vagy Germania Superior (lehet hogy mindkettő) kormányzását is rábízták. Plinius a jelek szerint szándékosan igyekezett minél kevesebb információt szolgáltatni Traianus és a zsarnoknak tartott Domitianus közti kapcsolatról.

### Hatalomra kerülése

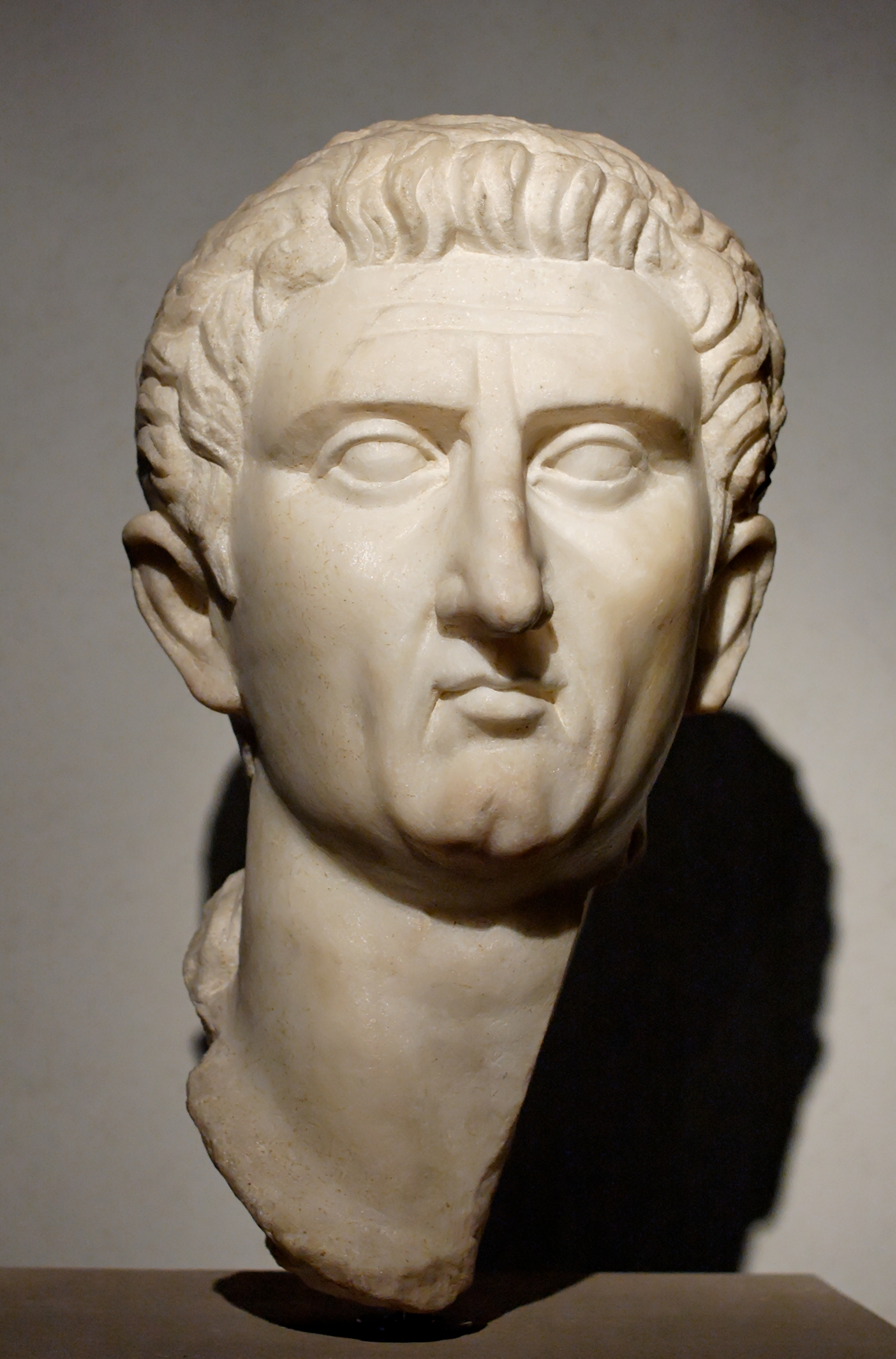
Nerva császár mellszobra

Domitianus meggyilkolása után a szenátus az öreg és gyermektelen szenátort, Nervát választotta meg császárnak. Nerva nem volt népszerű a katonák körében és a Casperius Aelianus, a testőrgárda parancsnoka kényszerítette, hogy végeztesse ki Domitianus gyilkosait. Hogy elhárítsa az államcsíny veszélyét, Nerva 97 nyarán a tapasztalt parancsnokot, Traianust nevezte meg utódjául, és egyúttal örökbe is fogadta őt. A korabeli forrásokban találhatunk közvetett utalásokat arra, hogy Nerva nem teljesen a maga akaratából fogadta örökbe Traianust. Plinius azt írta, hogy bár egy császárt nem szabad semmire sem kényszeríteni, de ha Traianusnak ezen a módon kellett uralomra jutnia, akkor megérte. Egyes mai történészek szerint a Nerva és Traianus közti "természetes folytonosság" eszméjét csak az utóbbi uralma alatt író Tacitus és ifjabb Plinius találta ki.
A Historia Augusta szerint Hadrianus vitte meg a hírt gyámjának arról, hogy Nerva örökbe fogadta. Hadrianus, aki ekkor a Rajnánál volt katonai tribunus, Traianus közeli bizalmasai és tanácsadói közé tartozott, akárcsak Germania Inferior szintén hispániai származású kormányzója, Lucius Licinius Sura. Sura igen befolyásos személyiség volt, háromszor viselt consuli hivatalt. Az Aventinus lábánál volt egy róla elnevezett fürdő, amit vagy ő vagy Traianus építtetett; mindenesetre az hogy egy középületet ne az uralkodócsalád valamelyik tagjáról nevezzenek el, különleges kegynek minősült. Egyes szenátorok afféle szürke eminenciásnak tartották Surát. Köztük volt Tacitus is, aki elismerte ugyan annak katonai és szónokai erényeit, de kapzsisága és alattomossága miatt a Vespasianus mögött álló Licinius Mucianushoz hasonlította őt. Állítólag Sura tudatta 108-ban Hadrianusszal, hogy Traianus őt választotta utódjául.
Nerva uralkodása alatt Traianus Germania Superior kormányzója volt és az ellenséges germánokkal határos provincia ügyes, határozott irányításáért megkapta a kitüntető "Germanicus" melléknevet. 98. január 28-án Nerva meghalt és Traianus minden különösebb incidens nélkül az örökébe lépett. Nem sietett egyenesen Rómába, hosszú hónapokig ellenőrizte a rajnai és dunai limes állapotát. Ennek egyik oka az lehetett, hogy bizonytalannak érezte a helyzetét mind Rómában, mind a határvidéki légióknál; de jelentheti azt is, hogy tapasztalt katonaként biztosnak akarta látni a birodalom határait, mielőtt elfoglalja a császári trónt. Tervezett hódításaihoz meg kellett erősítenie a határ védelmét, a felderítést, valamint a dunai szállítási útvonalakat. Közvetlenül Nerva halála után, még mielőtt elindult volna szemleútjára, magához rendelte a korábban Nervát fenyegető Aelianus testőrparancsnokot, akit aztán – Cassius Dio szavaival – "eltétetett láb alól"  Helyét Attius Suburanus vette át.

## Uralkodása

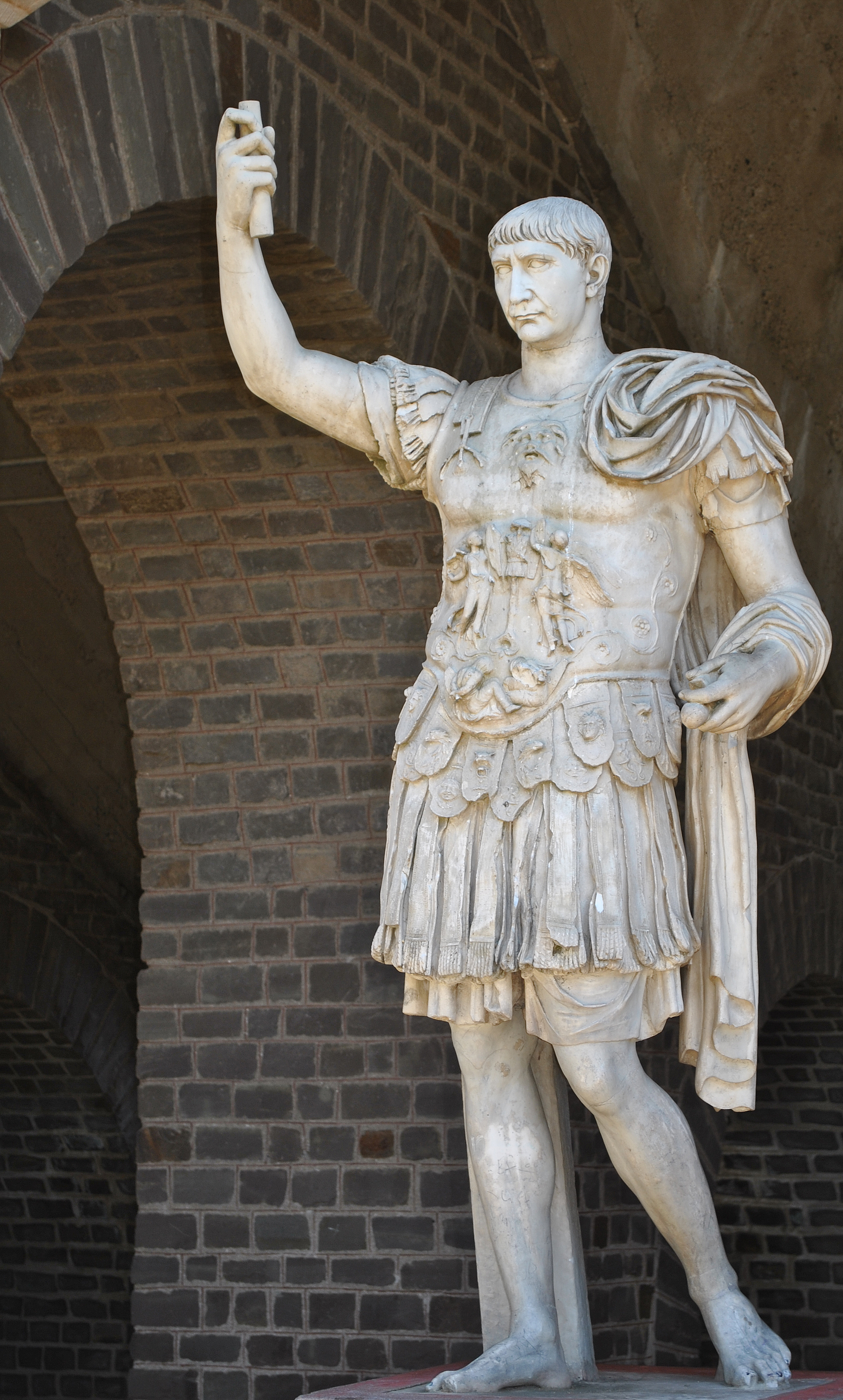
Az "Optimus princeps", a császár szobra Colonia Ulpia Traiana amfiteátruma előtt (Xanteni Régészeti PArk)k

Amikor bevonult Rómába Traianus pénzt osztott a népnek, de a katonáknak adott szokásos donativumnak csak a felét fizette ki. A szenátussal feszült volt a viszonya elődje, Domitianus zsarnoki viselkedése miatt. Traianus úgy tett, mintha csak vonakodva fogadná el az uralkodói hatalmat és lassanként elnyerte a szenátus bizalmát. Domitianusszal ellentétben nem a lovagi rendre támaszkodott és azt hangoztatta, hogy a császár legitimitása a hagyományos hierarchiához és a szenátori erkölcsökhöz való ragaszkodásból ered. Uralmának nem autokrata, hanem "republikánusi" jellegét hangsúlyozta.
Harmadik consulságának i. sz. 100 január 1-én tartott beiktatási beszédében Traianus arra buzdította a szenátust, hogy osszák meg vele a Birodalom irányításának terhét; az esemény emlékére később pénzérmét is vertek. Valójában Traianus semmilyen jelentős téren nem osztotta meg hatalmát a szenátussal. Ahogyan Plinius is megjegyezte: "Minden egyetlen ember szeszélyein múlik, aki a közjó érdekében magára vett minden kötelességet és minden feladatot." Uralmának állandóan visszatérő motívuma a szenátus hatásköreinek megnyirbálása; ilyen volt pl. amikor arra hivatkozva, hogy a Curia által kinevezett proconsulok rosszul kormányoznak és herdálják a közpénzt, Achaea és Bithynia szenátusi provinciákat császári tartományokká konvertálta.

### Optimus princeps
Plinius véleménye szerint Traianus "jó császár" volt, abban az értelemben hogy ugyanazon dolgokat helyeselte vagy ítélte el, mint a szenátus. Bár valójában autokrata volt, mások iránti előzékeny viselkedése alapján erényes uralkodónak tartották. Akaratát nem félelemkeltéssel vitte keresztül, hanem igyekezett példát mutatni; "az emberek a példából jobban tanulnak" írta Plinius. Népszerűsége idővel olyan szintre hágott, hogy a szenátus megszavazta számára az optimus princeps ("legjobb császár") melléknevet. A kifejezés 105 után a császár pénzein is megjelenik.

### Építkezései

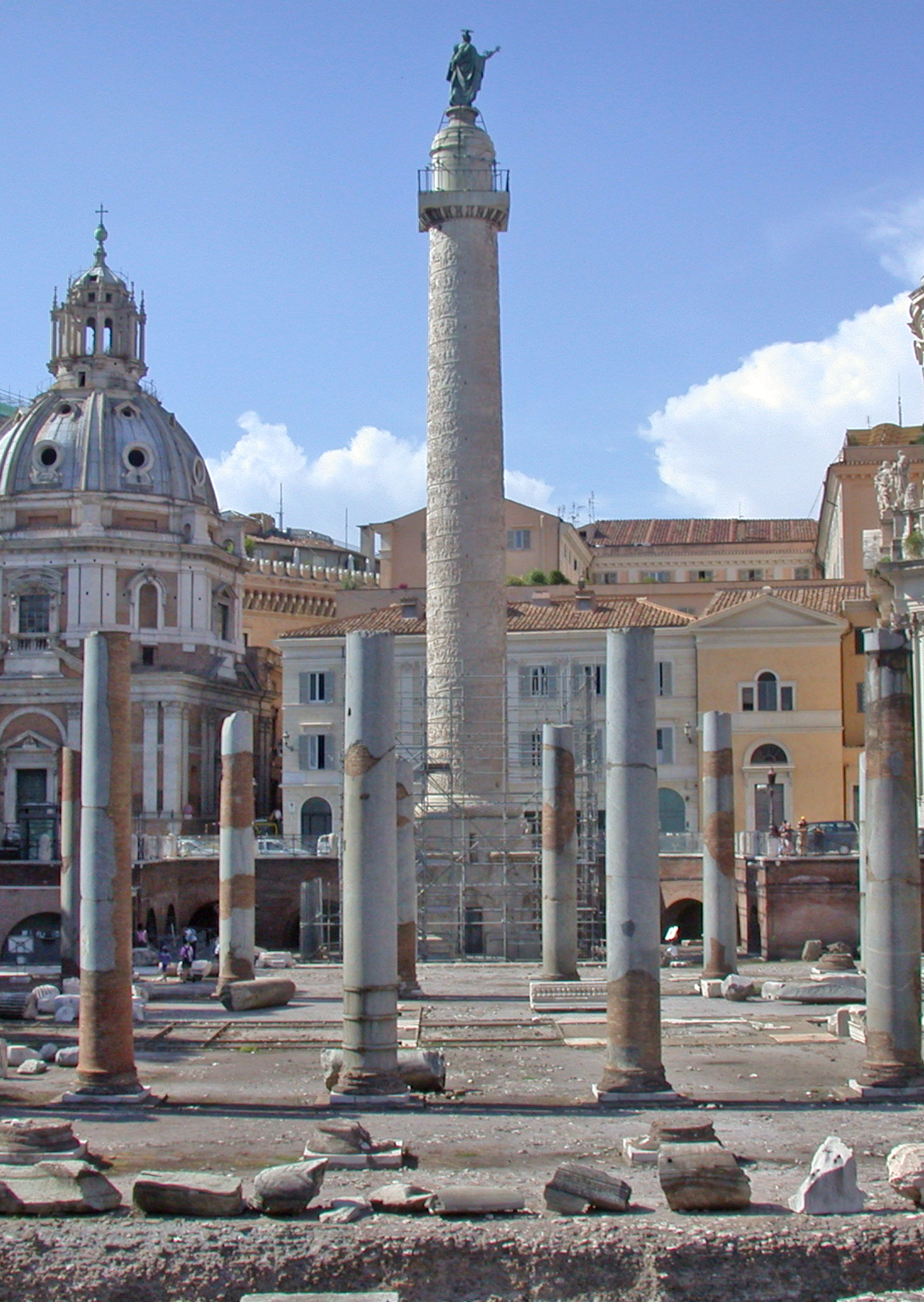
Traianus fóruma és oszlopa Rómában

Traianus számos jelentős építkezést kezdeményezett. Épületeinek egy részét a tehetséges Damaszkuszi Apollodórosz tervezte, mint például azt a Duna-hidat, amely a második dák háború előtt lehetővé tette csapatainak és utánpótlásuknak gyors átkelését a folyón. A dunai Vaskapunál mérnökei kiépítették a sziklafalba vésett utakat (vagy kiszélesítették a meglévőket), és ástak egy csatornát is, amelyen ki lehetett kerülni a folyó zúgóit.
Az általa épített Forum Traiani volt Róma legnagyobb fóruma. A dák háborúban aratott győzelmét volt hivatva megörökíteni és a költségeket is alapvetően az ott szerzett zsákmányból fedezték. Elhelyezéséhez a Capitolinus és a Quirinalis dombok egy részt el kellett hordani; az utóbbi esetében elég volt megnagyobbítani azt a megtisztított területet, amelyet még Domitianus parancsára hoztak létre. Az Apollodórosz tervei szerint készült nagyszabású komplexumra egy diadalíven át lehetett bejutni; maga a fórum 120x90 méteres területet foglalt el, körülötte oszlopcsarnokokkal, egy monumentális basilicával, később pedig könyvtárakkal és Traianus oszlopával. Építését 107-ben kezdték el, felavatására 112 január 1-én került sor. Róma lakói ezután ötszáz éven át használták; a negyedik században a várost meglátogató II. Constantius császár külön megcsodálta. A fórumon kapott helyet Traianus vásárcsarnoka.
Létrehozatta a főváros jobb vízutánpótlását biztosító Aqua Traiana vízvezeték-rendszert, ami a Sabinus-tó forrásvidékéről táplálta jó minőségű vízzel Rómát és a közbenső területeken működő ipari létesítményeket (különböző rendeltetésű malmokat). 109-ben néhány nappal az Aqua Traiana átadása előtt készült el Traianus fürdőinek épületegyüttese, amely a főváros legkiterjedtebb fürdője lett. Ilyen fürdőkből még tizenegyet építtetett.
Győzelmeit számos diadalívvel örökítette meg; közülük több ma is áll. Ő építtette a Via Traianát, a Via Appia Beneventumtól Brundisiumig érő meghosszabbítását; valamint a Via Traiana Novát a Damaszkusztól Ailáig érő katonai utat, amelyet a nabateusok meghódításához használtak fel.

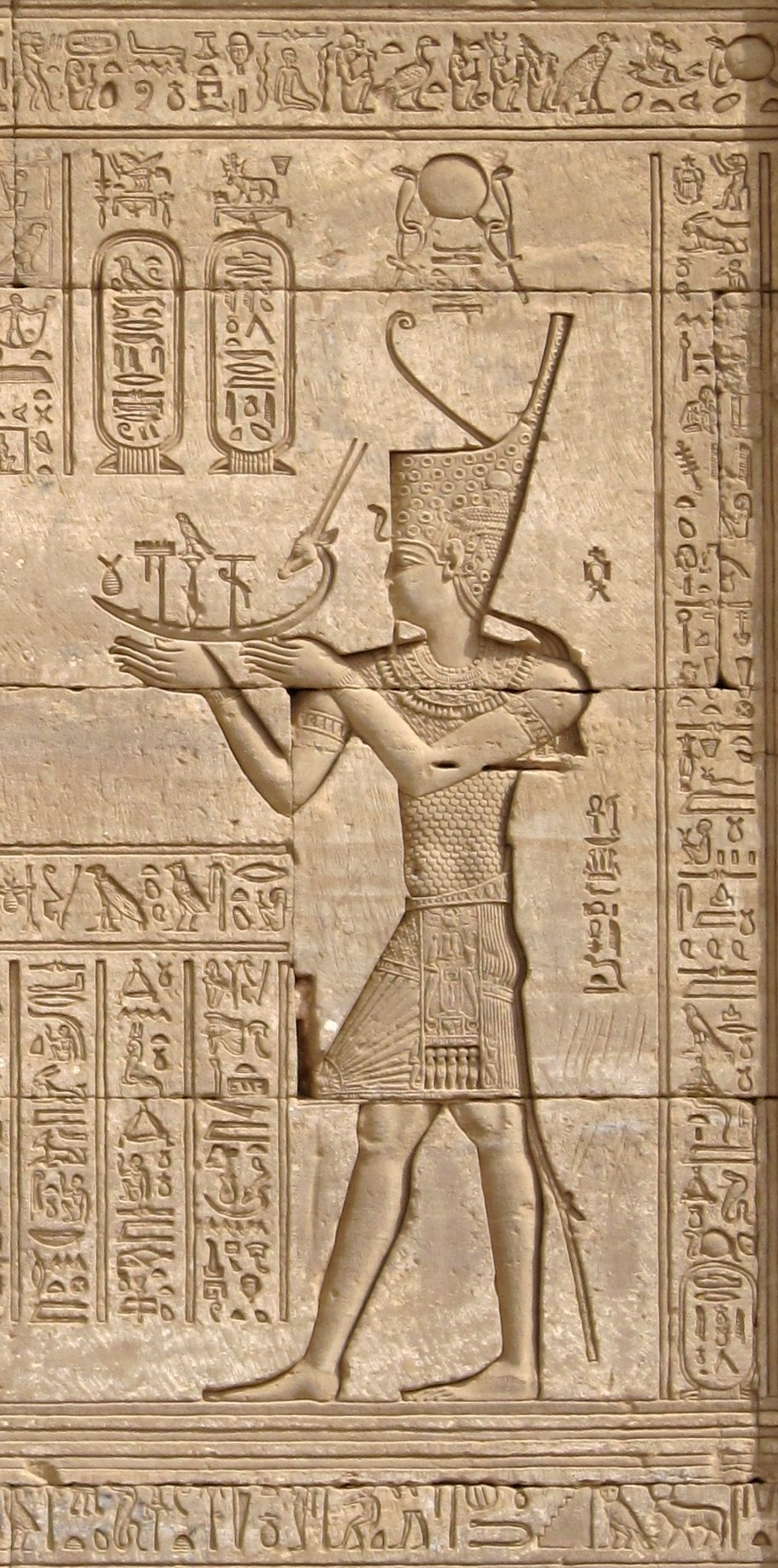
Traianus fáraóként ábrázolva a denderai temploegyüttesben

Egyes történészek Traianusnak tulajdoníthák a Kairó óvárosában található római erőd fel- vagy újjáépítését, valamint a Nílus és a Vörös-tenger csatornával való összekötését. A császár Egyiptomban is jónéhány építékezést kezdeményezett, újak felhúzását vagy régiek felújítását egyaránt. Fáraóként való ábrázolása (Domitianusszal együtt) megtalálható a denderai Hathór-templomban, kártusa megjelenik az esznai Hnum-templom oszlopain..
Róma környékén Arcinazzóban, Centumcellaeben és Talamonében építtetett palotákat.

### Cirkuszi játékok
Traianus nagy összegeket fordított a római nép szórakoztatására. Átépíttette a Circus Maximust, amely már azelőtt is a birodalom legnagyobb és legismertebb kocsiverseny-arénája volt. A Circusban vallásos és színielőadásokat, felvonulásokat is tartottak. A munkálatok 103-es befejezése után Traianus szerényen csak annyit íratott rá, hogy "megfelelővé" tette azt a római népnek. A gyúlékony faüléseket kővel cserélték ki, a nézőszám ötezerrel bővült. A császári páholyt a többi üléssor közé helyezték át, hogy a nézők láthassák a császárt és családját velük együtt szurkolni.
A dákokon aratott győzelem után, valamikor 108-109-ben a császár 123 napon át tartó látványosságot rendezett. A jatékokon 10 ezer gladiátor harcolt, több ezer (vagy több tízezer) állatot mészároltak le. Marcus Cornelius Fronto, a neves szónok méltatta Traianust, hogy a komoly államügyek mellett nem hanyagolta el a tömegek szórakoztatását: "a komoly ügyek elhanyagolása súlyos károkat okozhat, de a szórakoztatás elhanyagolása meg súlyos elégedetlenséget".

### A keresztények helyzete
A dák háborút követő békés időszakban Traianus ifjabb Pliniusszal levelezett, aki akkor Bithynia és Pontus provinciát kormányozta. Írásaikban érintették a térség keresztényeinek ügyét is és a császár arra utasította Pliniust, hogy ítéljék el a keresztényeket ha rászolgáltak, de ne adjanak hitelt a névtelen és rosszindulatú rágalmaknak. Úgy vélte, hogy ez szolgálja legjobban az igazságosságot, és tükrözi a "kor szellemét". Azokat a nem római polgárokat, akik bevallották hogy keresztények és nem voltak hajlandók kitérni, "megátalkodottságuk" miatt ki kellett végezni. A római polgárok ügyét Rómában tárgyalták.

### Pénzügyek, szociális intézkedések
107-ben Traianus leértékelte a római pénzt, a denarius ezüsttartalmát 93,5%-ról 89%-ra csökkentette, az ezüst tényleges mennyisége benne 3,04 grammról 2,88 grammra esett vissza. A leértékelésnek és a dák háborúban szerzett töménytelen mennyiségű ezüstnek és aranynak köszönhetően jóval több pénzt verhetett, mint elődei. Egyúttal kivonta a forgalomból a Nero általi leértékelés előtt vert denariusokat.
Traianus vezette be az Institutio Alimentariát, azt a széleskörű szociális programot, amely az itáliai árva és szegény gyerekek felnevelését és iskolázását segítette. Költségeit a dák hadizsákmányból, földadóból és adományokból fedezték. Közvetve a földbirtokokat támogató hitelekből is az alimentát finanszírozták. A tulajdonosok kaptak egy nagyobb összeget a kincstárból, amelyet aztán évi részletekben az alimenta alapjába törlesztettek.

## Háborúi

### Dacia meghódítása

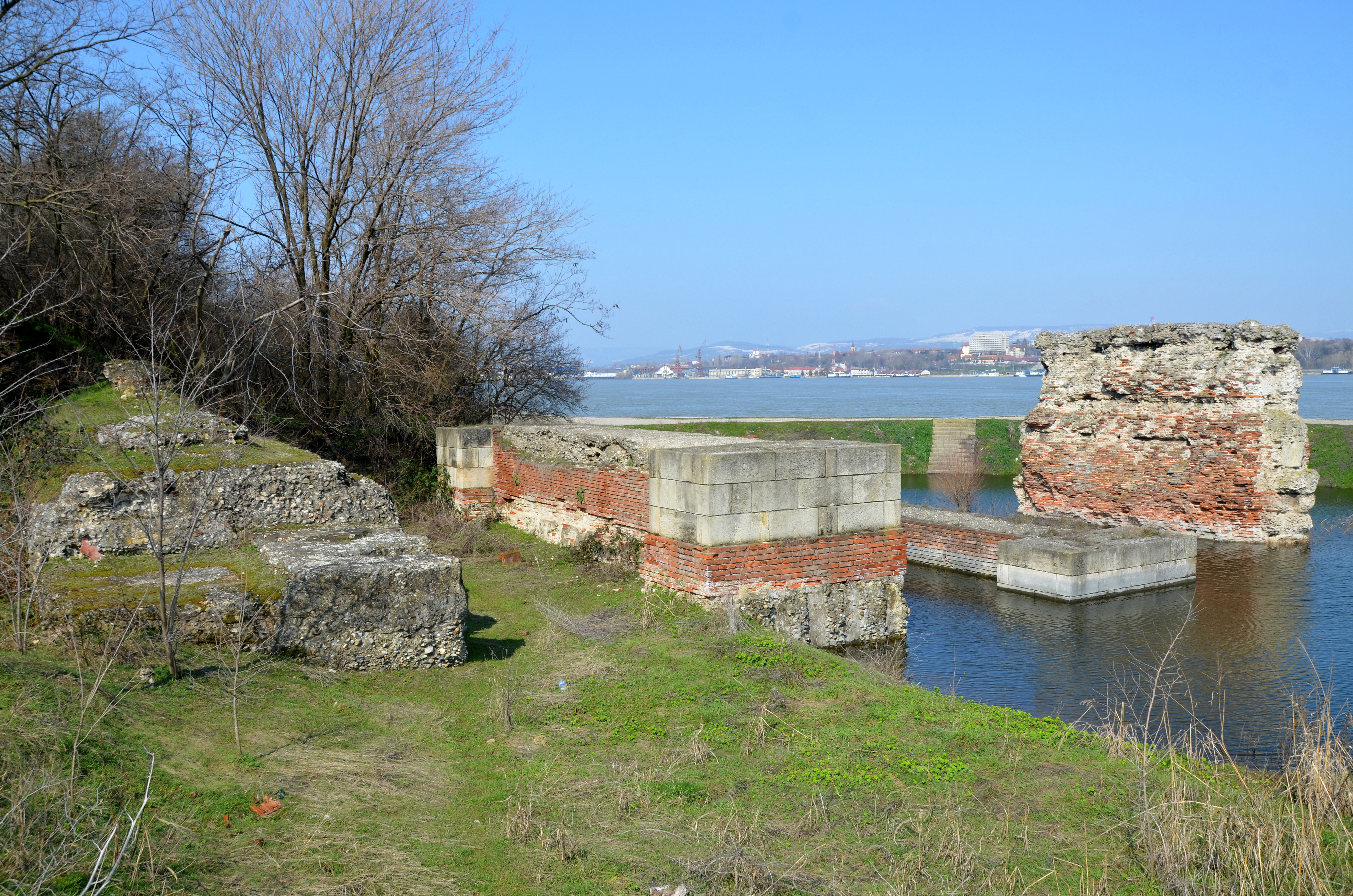
Traianus Duna-hídjának maradványai

A Római Birodalom Traianus idejében érte el a legnagyobb kiterjedését. A császár első hódításai a Dák Királyságra irányultak, amelynek nagyhatalmú uralkodója, Decebalus már Domitianus alatt is gondot okozott a rómaiaknak. Traianus két háborúval előbb vazallussá tette a dák államot (101-102), majd annektálta és provinciává alakította át (105-106). Domitianus 88-ban hátrányos békét kötött Decebalusszal, aki elfogadta a rex amicus (klienskirály) státuszt, cserébe igen bőséges, évi 8 millió sestertiusnyi "támogatásért" és római mérnökök is segítették erődépítéseit. A szerződés értelmében a római csapatok átvonulhattak a dákok területén, hogy megtámadhassák a markomannokat, kvádokat vagy szarmatákat. A szenátus azonban soha nem bocsátotta meg Domitianusnak, hogy miatta az állam gyakorlatilag adót fizet egy barbár királynak. A germán törzsekkel ellentétben, a Dák Királyság jól szervezett állam volt, amely szövetségek rendszerét építette ki, így veszélyeztette Róma stratégiai érdekeit.
Traianus az újabb dák háborúhoz felállított két új légiót: a Legio II Traiana Fortist (amely azonban lehet hogy végül a szíriai Leodiceába került) és a Legio XXX Ulpia Victrixet, amelyet a pannóniai Brigetio erődjébe vezényeltek. Írott adatok hiányában a két légió elhelyezkedése bizonytalan, egyes történészek szerint a II Traiana Fortis az Al-Dunánál állomásozott, részt vett a második dák háborúban és csak ezután küldték keletre.
Traianus 101 májusában négy légióval (X Gemina, XI Claudia, II Traiana Fortis és XXX Ulpia Victrix) megindította első hadjáratát a dákok ellen. Átkelt a Dunán és a Vaskapu közelében, Tapaenél (ahol Domitianus hadvezére, Cornelius Fuscus katasztrofális vereséget szenvedett és maga is elesett) megfutamította a dákokat, de nem ért el döntő győzelmet. A rómaiak veszteségei is súlyosak voltak és a császár egyelőre feladta a további előrenyomulást, hogy újraszervezze a hadseregét.
Az ezt követő télen Decebalus megpróbálta átvenni a kezdeményezést és a Duna jegén átkelve, roxolán lovasok támogatásával betört Moesiába. Traianus kénytelen volt a fenyegetett provincia védelmére kelni és Nicopolis ad Istrumnál, valamint Adamclisinél le is győzte a dákokat. Tavasszal ismét benyomult Daciába és Decebalus kapitulált. Le kellett mondania bizonyos területekről, át kellett adnia a római dezertőröket (főleg a hadmérnököket), valamint minden ostromgépét. Traianus diadallal tért vissza Rómába és felvette a Dacicus melléknevet. Decebalus azonban hamarosan újra fegyverkezni kezdett, befogadta a római menekülteket és arra kényszerítette az Alföldön élő jazigokat, hogy legyenek a szövetségesei. 104-ben római dezertőrök segítségével sikertelenül próbálta meggyilkoltatni Traianust. 105-ben betört a rómaiak által megszállt, a Dunától északra eső területekre.

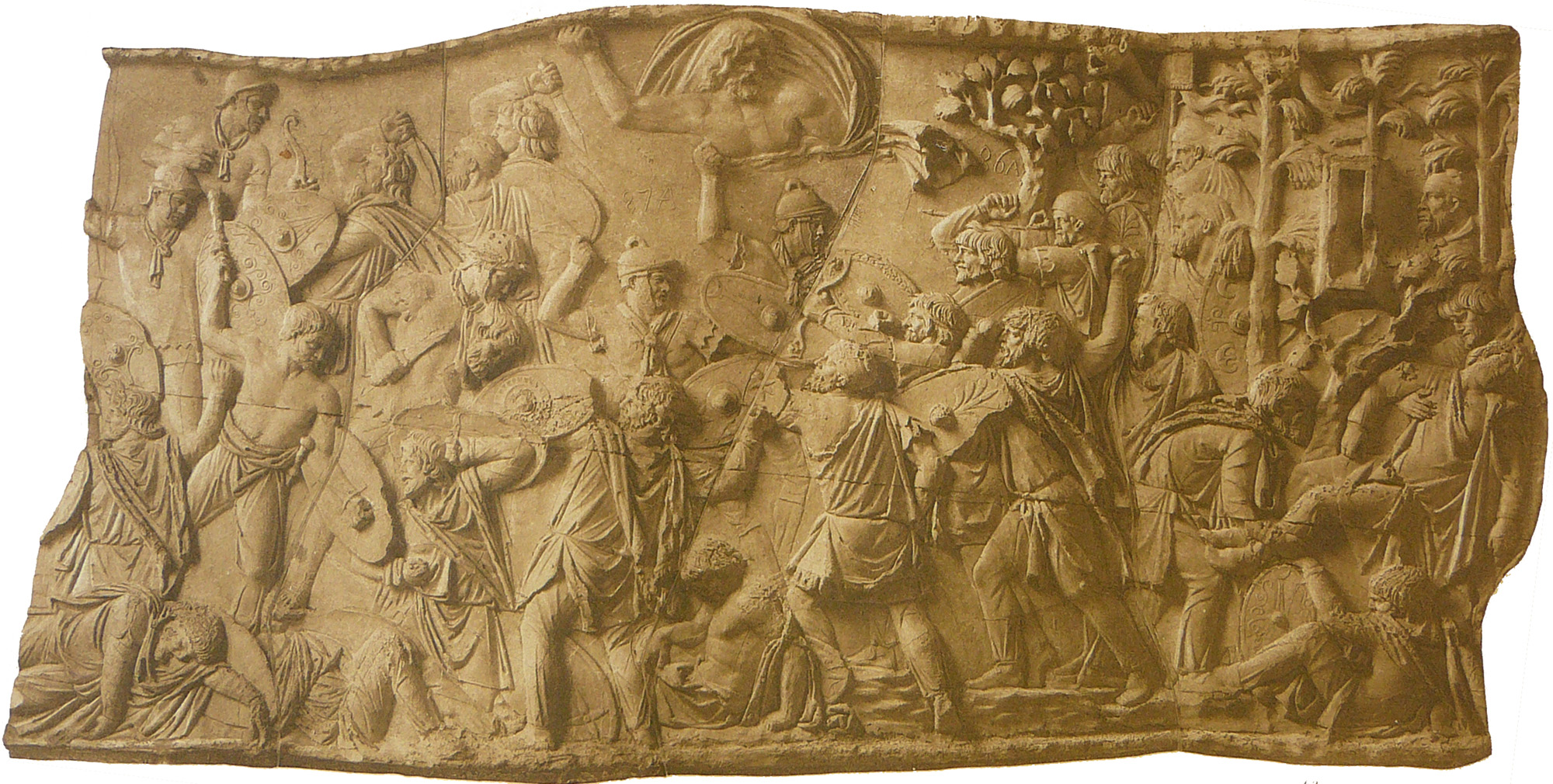
Csatajelenet Traianus oszlopáról

A császár 105-re a Duna alsó és középső folyásánál tizennégy légiót vont össze (nagyjából a teljes római hadsereg felét), míg 101-ben csak kilenc állomásozott ebben a régióban. Ez a helyzet később is fennmaradt, a dák háborút követően a dunai határ vált a birodalom fő katonai tengelyévé. A segédcsapatokat is beleszámolva a rómaiak 150-175 ezer katonát mobilizáltak, míg Decebalusnak kb. 200 ezer harcos állt rendelkezésére. Más becslések szerint Traianus a második dák háborúban 86 ezer katonát mozgatott és közben jelentős tartalékok álltak rendelkezésére a környező provinciákban is; Decebalusnak és szövetségeseinek pedig 50 ezer hadrafogható embere lehetett.
A második dák háborúban a dákok a védekezésre rendezkedtek be és kerülték a nyílt csatákat. Erődjeiket a rómaiak sorra ostromolták és fokozatosan közeledtek Decebalus székhelyéhez, Sarmizegetusához. Decebalusnak árulással sikerült elfognia Traianus egyik főtisztjét, Pompeius Longinust, aki azonban megmérgezte magát, hogy a tárgyalások során ne használhassák túszként. Végül a főváros is elesett; Traianus oszlopának egyik jelenete szerint Decebalus felajánlotta megmaradt harcosainak hogy mérgezzék meg magukat, hogy elkerüljék a rabszolgasort. Decebalus elmenekült, de a római lovasság sarokba szorította és akkor öngyilkos lett. Levágott fejét Rómába küldték, ahol a Capitolinusra felvezető lépcsőkön állították ki, majd ledobták a Gemonia-lépcsőn. Híres kincseit nem találták a fővárosban, de később egy elfogott dák arisztokrata, Bikilis elárulta, hogy egy folyó medre alá rejtették, és a munkásokat megölték, hogy ne árulják el a titkot. Hatalmas mennyiségű arany és ezüst került így a birodalmi kincstárba, ezenfelül – állítólag – fél millió dákot döntöttek rabszolgasorba. Traianus Dacia néven princiát szervezett a meghódított területen és megtizedelt lakosságának pótlására rómaiakat telepított oda. Gazdag aranybányáinak kiaknázását egy lovagi rangú tisztviselő (procurator aurariarum) felügyelte.

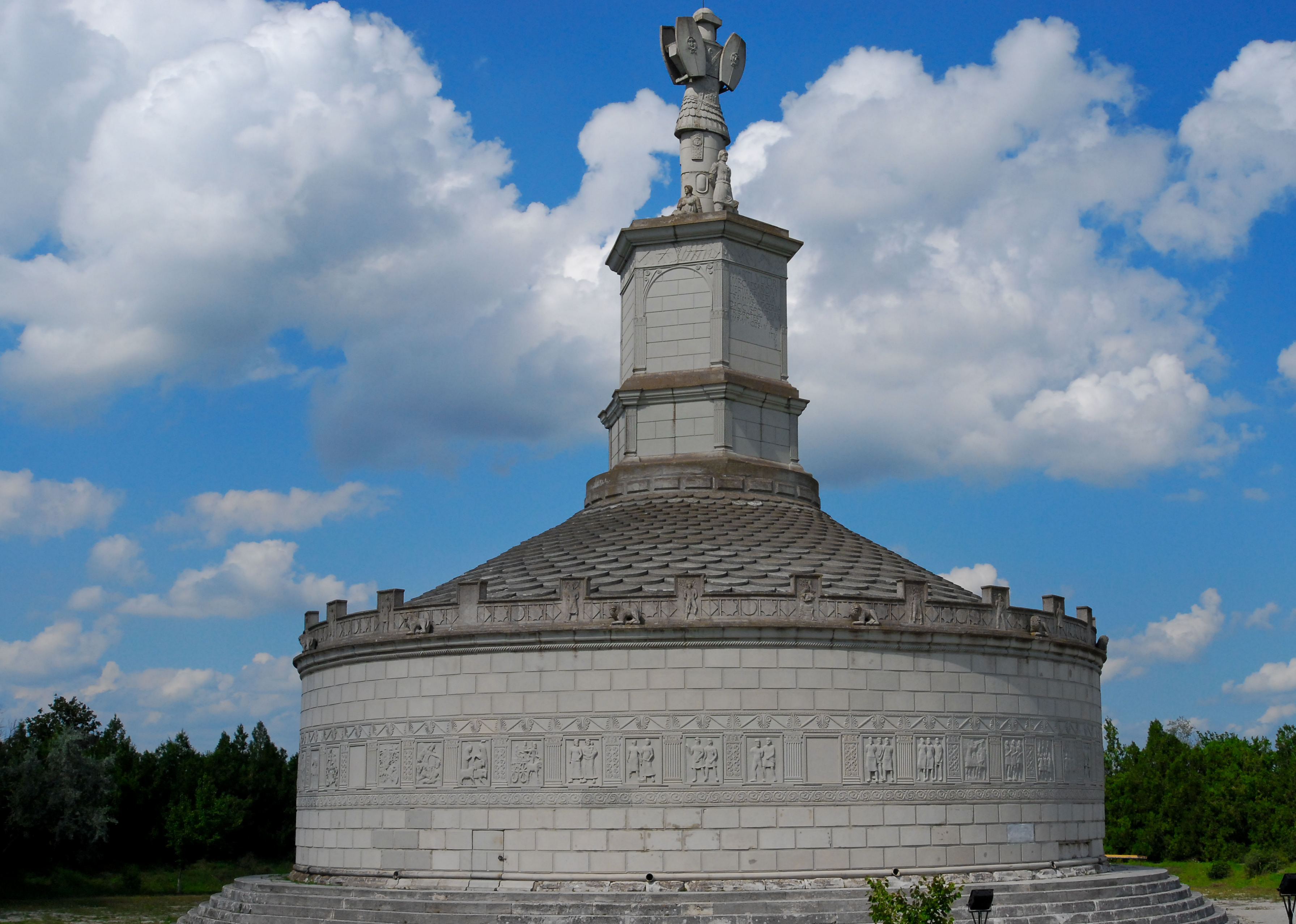
A dákok fölött aratott győzelem emlékére emelt Tropaeum Traiani rekonstrukciója a mai romániai Adamclisiben

A lerombolt dák főváros közelében Traianus új várost alapított, amelyet Colonia Ulpia Traiana Sarmizegetusának nevezett el; ez szolgált az új provincia közigazgatási székhelyéül. A római telepeseknek, kiszolgált veteránoknak több kolóniát is alapítottak. de az eredeti lakosság, a dákok nem laktak ezekben a városokban, ők szétszórt falvaikban művelték a földet. A félig-meddig városiasodott dák települések eltűntek a római hódítást követően.
A légiós táborok mellett, azok kiszolgálására létrejöttek szervezetlen települések (vicus; közülük a legjelentősebb Apulum, a leendő Gyulafehérvár volt), de ezeket csak jóval Traianus idejét követően ismerték el városokként. Traianus Dacia "hátországában", Moesiában is alapított városokat, mint Nicopolis ad Istrumot és Marcianopolist. Ezek a Duna-menti településeknek többé már nem a határt kellett védeniük, így lehetővé vált polgári fejlesztésük.
Dacia védelmére egyetlen légiót hagytak hátra, a provincia közepén, Apulumban állomásozó Legio XIII Geminát, amely szükség esetén keleten és nyugaton is fel tudott vonulni az ott élő szarmaták ellen. Daciának a későbbi császároknak oly nagy gondot okozó stratégiai védhetetlensége nem jelentett problémát Traianusnak, aki az esetleges támadó háborúk kiindulópontjaként tekintett rá. Amíg Róma erős volt, Daciából tudta ellenőrizni a Duna-menti tartományokat, amikor azonban meggyengült (mint a 3. századi válság idején) a provincia védelme csak terhet jelentett, és Dacia volt az első tartomány, amit a birodalom feladott.

### Nabataea annektálása
106-ban meghalt a nabateus II. Rabbel Szótér, a rómaiak klienskirálya. Valószínűleg ez szolgált ürügyként királyságának annektálásához, de ennek részletei, hivatalos indoklása nem ismert. Egyes feliratokból arra lehet következtetni, hogy szíriai és egyiptomi légiók vonultak be Nabateába. Egy 107-es papiruszból kiderül, hogy 107-ben már római egységek állomásoztak Petrában és Boszrában. Legdélebbi sivatagi helyőrségük Hegrában volt, kb. 300 km-re délnyugatra Petrától. A megszállt területen (a mai Dél-Jordánia és Szaúd-Arábia északnyugati része) megszervezték Arabia Petraea provinciát. Aila (ma Akaba) és Boszra között megépítették a Via Traiana Nova utat. Az annexióval az utolsó (az Eufrátesztől nyugatra eső) keleti klienskirályság is a Római Birodalom részévé vált, lezárva azt a folyamatot, amelyet még a Flavius-dinasztia császárai kezdtek el.

### A pártus háború
113-ban Traianus újabb nagy háborút indított, ezúttal a Pártus Birodalom ellen, miután I. Khoszroész király a még Nero idejében kötött szerződést megszegve a római császár jóváhagyása nélkül nevezett ki királyt Örményországba, amelyet mindkét birodalom a maga befolyási övezetébe igyekezett terelni. A császár már 113 elején Szíriába érkezett és elhárított minden diplomáciai próbálkozást, amellyel a pártusok próbálták elsimítani a konfliktust. A hadjárat történeti forrásai szegényesek és töredékesek, így pontos okai, céljai és lefolyása is vitatottak.

#### A háború okai

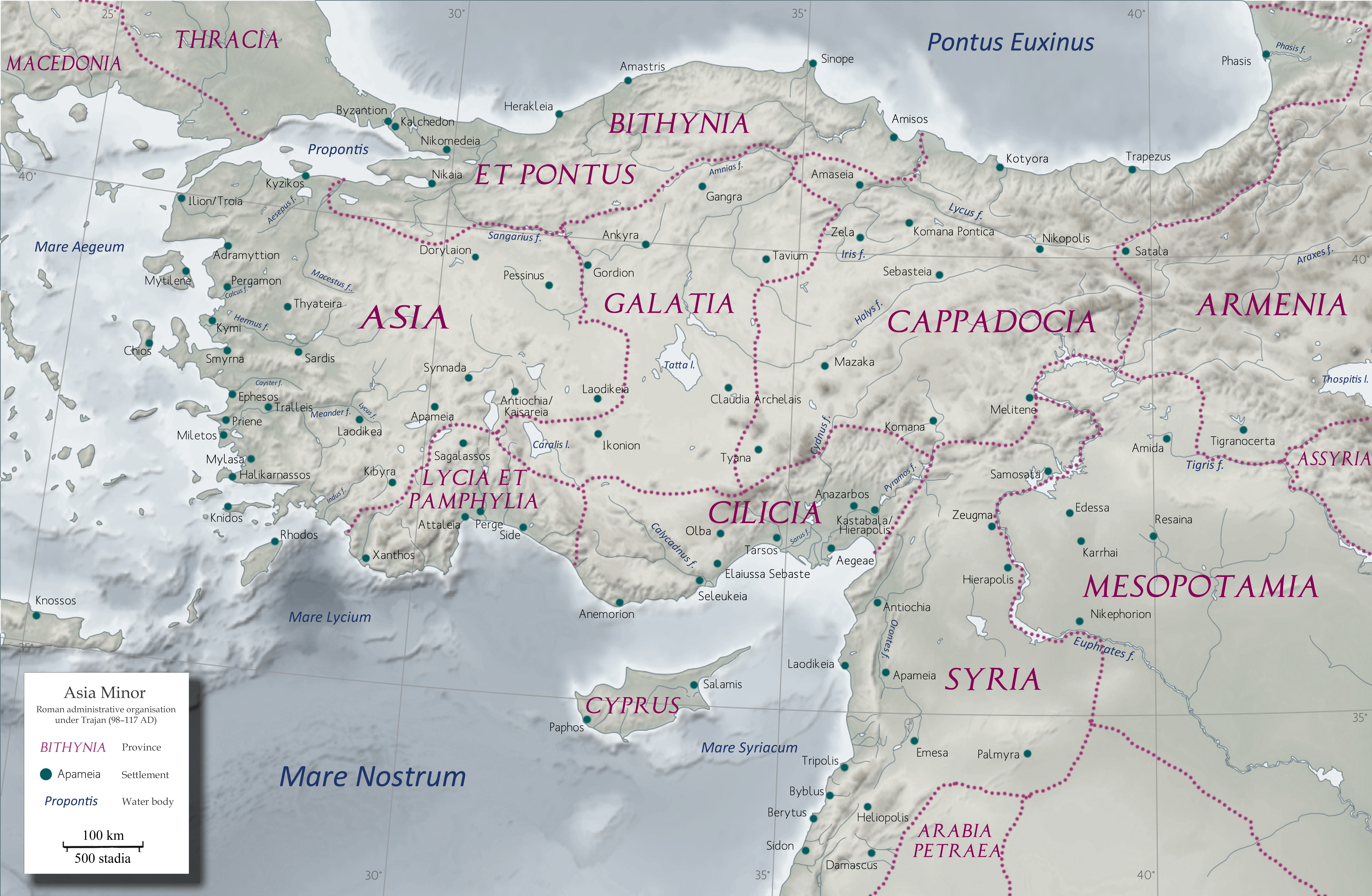
Kis-Ázsia és a Közel-Kelet Traianus idejében

A mai történészek egy része szerint Traianus gazdasági okokból üzent hadat a pártusoknak. Miután annektálta Nabateát, utat építtetett Boszrából a Vörös-tengernél fekvő Ailáig; így már csak a dél-mezopotámiai Kharax maradt az egyetlen kikötő az indiai kereskedelem nyugati végpontjai közül, amely nem volt római fennhatóság alatt. Elfoglalásával csökkenteni lehetett volna az importcikkek árát és vissza lehetett volna fogni a nemesfémek kiáramlását a birodalomból. Kharax kétségtelenül kiterjedt kereskedelmi kapcsolatokat ápolt a birodalommal, a római fennhatóság alá tartozó Palmüra kereskedői különféle tisztségeket is viseltek a mezopotámiai városban. Az elmélet szerint Dél-Mezopotámia meghódításával Róma teljes fennhatóságot gyakorolt volna a keleti kereskedelem fölött, kivéve a maradék ellenőrzési lehetőséget is a pártusok kezéből.

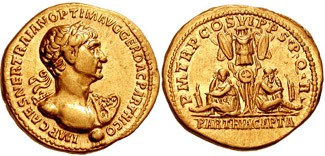
Traianus aureusa, amelyet Parthia meghódításának alkalmából veretett

A korszak más kutatói szerint a távol-keleti kereskedelem feletti "pártus ellenőrzés" gyakorlatilag nem létezett és csak a kínai források szelektív olvasatán alapul. A keleti kereskedelem a Római és Pártus Birodalmakban egyaránt magánakciók révén zajlott és a vámok beszedésén túl nem létezett központi állami kereskedelmi politika. Amennyiben felmerült a keleti luxuscikkek kereskedelme, akkor elítélték az általuk okozott "erkölcstelenséget" és "elpuhultságot", de a kereskedelmi politika fogalma anakronizmus ebben az időszakban. Arra is vannak bizonyítékok hogy a nemesfémforgalom Róma és India között kiegyensúlyozott volt, legalábbis idősebb Plinius szerint a birodalom aranya részben a Gangesz-síkságról származott.
A hagyományos elképzelés szerint, amit Cassius Dio is oszt, a háborút a terjeszkedés és katonai dicsőség kedvéért vívták. Nem elhanyagolható annak propagandaértéke sem, hogy a császár a keleti hódítással Nagy Sándor nyomdokaiba léphetett volna. Már Plutarkhosz is megjegyezte, hogy 70 ezer római katonával meg lehetne hódítani Indiát.
Az expanzionista politikát támogathatta a császárt körülvevő hispániai származású konzervatív szenátorok egy csoportja, köztük elsősorban a befolyásos Licinius Sura. Felmerült az is, hogy Traianus, a tapasztalt katona egyszerűen csak jobban védhető, biztosabb keleti határt akart biztosítani a birodalomnak (illetve legújabb örmény provinciájának), amely az észak-mezopotámiai Hábur folyóra támaszkodott volna.

#### A háború lefolyása
A hadjáratot gondosan előre megszervezték. Tíz légiót koncentráltak Keleten; ifjabb Plinius levelezéséből kiderül, hogy 111-től a provinciák vezetését felszólították, hogy készítsék elő az áthaladó csapatok ellátmányát, amelynek egy részét a városoknak maguknak kellett fedezniük. A háború már a kezdetektől fogva rendkívül költséges volt.
Traianus 113-ban bevonult Örményországba (közben fogadva a Fekete-tenger keleti partvidékén és a Kaukázusban élő különféle népek követségeinek hódolatát) és lemondatta a pártusok által kinevezett királyt, Parthamasirist, akit a rómaiak később meg is gyilkoltak.). Magát Örményországot a birodalom provinciájává nyilvánította. Ezek a teendők 114 végégig lefoglalták. Ezenközben egy sereg a kiváló mauretaniai lovasparancsnok, Lusius Quietus vezetésével (aki már a dák háborúkban is kitüntette magát) átkelt az Araxész folyón Média Atropaténébe, a Kaszpi-tenger délnyugati partján fekvő mai Gilán tartományba. Célja talán az volt hogy a római határt kitolja keleten a Kaszpi-tengerig, északon pedig a Kaukázusig egy jobban védhető pozícióba; bár egy ilyen határ védelme jelentős római haderő állomásoztatását kívánta volna az Eufrátesztől keletre.

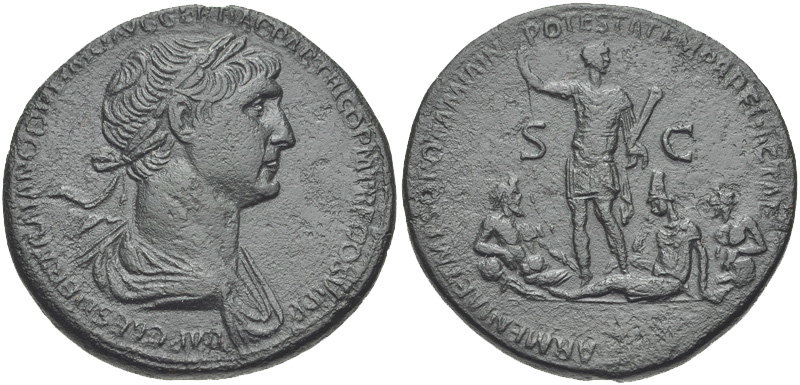
Traianus 116-os sestertiusa

Az ezután következő események időrendje bizonytalan, de az általános vélemény szerint Traianus 115 elején indította el mezopotámiai hadjáratát, a Taurusz-hegységtől elindulva, hogy pacifikálja a Tigris és Eufrátesz folyók közét. Útközben helyőrségeket hagyott hátra a terület biztosítása érdekében. Míg a császár nyugatról kelet felé haladt, Lusius Quietus visszafordult a Kaszpi-tengertől, harapófogóba fogva a köztük rekedt pártus erőket. Traianus elfoglalta az észak-mezopotámiai Niszibisz és Batnae városokat és megszervezte Mesopotamia provinciát. Oszrhoéné királysága római protekturátussá vált, VII. Abgar király nyilvánosan behódolt a császárnak (Cassius Dio szerint pedig a fia Traianus szeretője lett). Ez a folyamat 116 elejére lezárult, érmék feliratai bizonyítják, hogy Örményország és Mezopotámia a "római nép" uralma alá került. A határ most a Hábur folyó és a Szingara környéki hegységek mentén húzódott és azt erődökkel kellően meg is erősítették.
A császár 115/116 telét Antiochiában töltötte és kis híján áldozatává vált a várost sújtó nagy földrengésnek, amely során az egyik consul, Marcus Pedo Virgilianus is életét vesztette. Ezt követően ismét csapatai élére állt és elindult egész Mezopotámia meghódítására; mint kiderült ezzel az ambiciózus céllal kockára tette addig elért eredményeit is. Egy ilyen feladathoz messze nem volt elég katonája. Figyelemre méltó, hogy a pártus háború előtt Traianus nem állított fel új légiókat, ami arra utalhat hogy már akkor is teljesen kihasználta a rendelkezésére álló élőerőt.
Egy római sereg átkelt a Tigrisen Adiabénébe, ahol délnek fordult és elfoglalta Adenystraet. Egy másik kontingens szintén a folyó mentén délnek haladva Babilont szállta meg. A császár az Eufráteszen hajózott lefelé Dura-Európosztól (ahol diadalívet emeltetett a maga dicsőségére) Ozogardana felé. Itteni emlékműve még Iulianus Apostata idejében is állt. Ott ahol a két folyó leginkább megközelítette egymást átvontatta flottáját a Tigrisre, aztán elfoglalta előbb Szeleukeiát, majd a mellette fekvő pártus fővárost, Ktésziphónt is. Innen tovább haladt a folyón a Perzsa-öböl felé. Az alsó szakaszon, megtapasztalta a folyón felnyomuló tengeri dagályt, majd fogadta Kharax uralkodójának, Athambélosznak a hódolatát. Babylont a birodalom provinciájává nyilvánította és felállíttatta a szobrát a Perzsa-öböl partján (a szobrot a Szászánidák döntötték le 571/572-ben). A rómaiak valószínűleg Szúzát is elfoglalták. Traianus ekkor levelet írt a szenátusnak, bejelentve hogy lezárja a háborút és túl öregnek érzi magát ahhoz, hogy megismételje Nagy Sándor hódításait.

A Római Birodalom i. sz. 117-ben

Későbbi írott források szerint (amiket feliratok vagy numizmatikai bizonyíték nem támaszt alá) Assyria provinciát is megalapították, nagyjából Adiabébé területén. Egyes feltételezések szerint Traianus megpróbálta kiterjeszteni hatalmát a Zagrosz-hegység hágóira, melyeken át az Iráni-fennsíkra lehetett jutni. Magára a fennsíkra azonban nem is próbált eljutni, ahol a pártus lovasság fölényben lett volna a főleg nehézgyalogságra építő római hadsereggel szemben.
A császár a Perzsa-öböltől visszaindult Babilonba, ahol áldozni kívánt Nagy Sándor emlékének abban a házban ahol az i. e. 323-ban meghalt. Eközben azonban a pártusok (és valószínűleg szaka lovas íjászok) Szanatrukész herceg (Khoszroész király unokaöccse) vezetésével betörtek Mezopotámiába, valamint Örményországba és a helyi lakosság is fellázadt, igen súlyos helyzetbe hozva a római helyőrségeket. Traianus kénytelen volt feladni a teljes megszállt terület közvetlen annektálásának tervét. Két sereget küldött északra: az első, amelyet Lusius Quietus vezetett, visszafoglalta Niszibiszt és Edesszát (valószínűleg ekkor mondatták le és ölték meg Abgar királyt is). A második sereget azonban a pártusok legyőzték, vezérét, Appius Maximus Santrát pedig megölték.
116 végén Traianus Quietus és két másik legatus, Marcus Erucius Clarus és Tiberius Iulius Alexander Iulianus (a következő évben ők consul suffectus tisztséget tölthettek be) legyőzte a pártusokat és megölte Szanatrukészt (a csatában valószínűleg segítségére volt Khoszroész fia és Szanatrukész unokatestvére, Parthamaszpatész). Ezután visszafoglalta és felégette Szeleukeiát, majd formálisan trónfosztottnak nyilvánította Khoszroészt és Parthamaszpatészt kiáltotta ki Parthia királyává. Parthia klienskirálysági státuszát jól mutatja egy érme felirata: REX PARTHIS DATUS, "a pártusoknak adott király". Ezt követően Traianus északra vonult hogy visszavegye Armenia provinciát, bár aztán egyes itteni és mezopotámiai területeket feladott, amikor fegyverszünetet kötött Szanatrukész fiával, Vologaészésszel.. Ekkor súlyosan megbetegedett. Személyesen felügyelte Hatra erődváros ostromát és az idősödő császár talán hőgutát kapott a hőségben.

### A Kitosz-háború

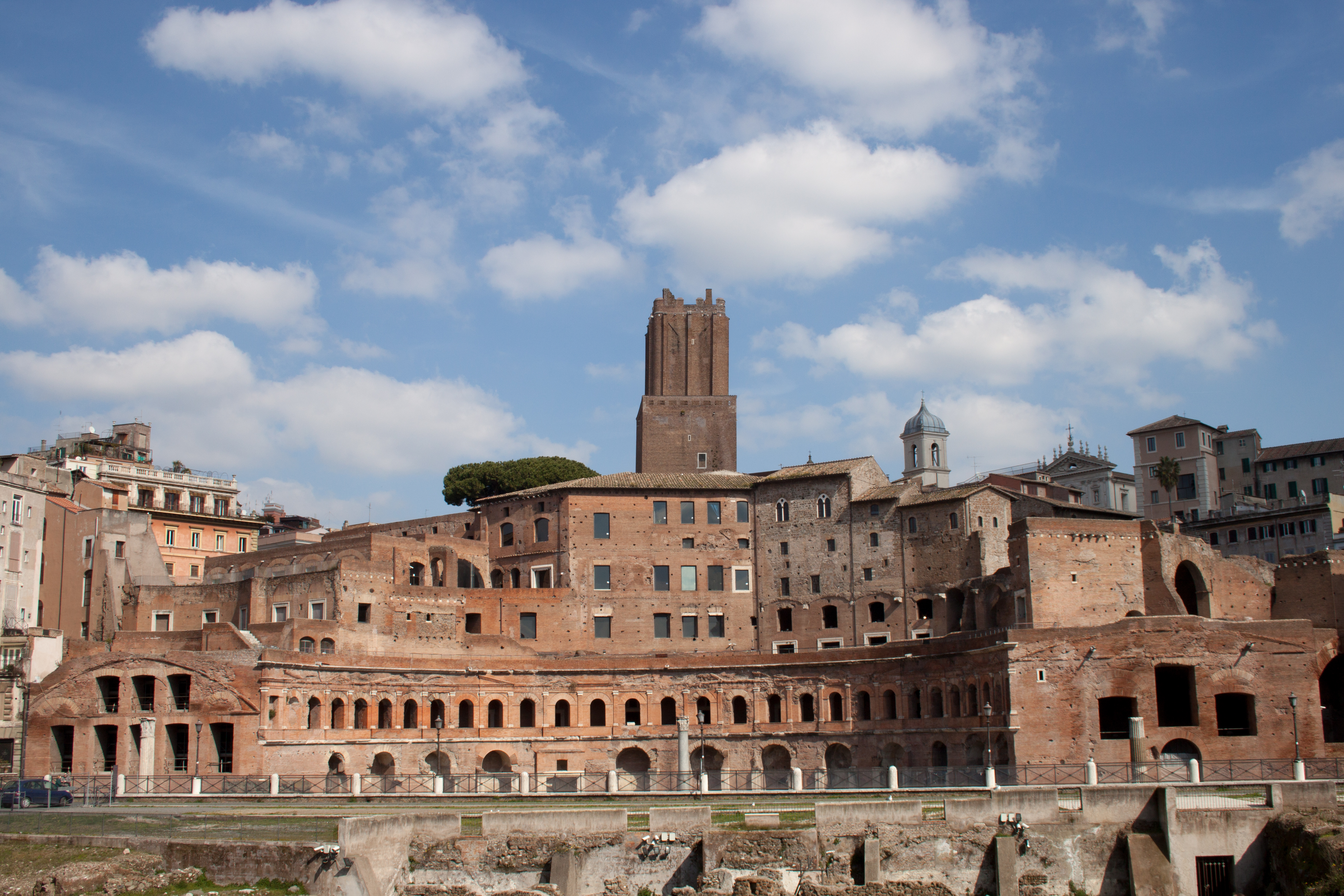
Traianus vásárcsarnoka Rómában

Röviddel ezután a birodalom keleti felének – Egyiptom, Ciprus és elsősorban Cyrenaica – zsidó lakói fellázadtak. Az erőszak főleg a helyi "pogányok" ellen irányult. Ezt a lázadást nevezték később Kitosz-háborúnak. Ezután a rómaiak által megszállt Észak-Mezopotámiában is fegyvert ragadt az ottani nagyszámú zsidó lakosság. Traianusnak vissza kellett vonnia a csapatait, hogy elfojtsa a lázadásokat. Ő ezt akkor egy ideiglenes visszalépésnek látta, de állapota rosszabbodása miatt ezután soha nem vezetett már hadsereget. Nem teljesen világos, hogy a felkelés központja a mezopotámiai diaszpórában vagy Júdeában volt-e, de 117 elején Lusius Quietust kinevezte Júdea kormányzójává, azzal a feladattal, hogy az ottani lázongásokat törje le. Ennek pontos menete nem ismert de Quietus akkora sikerrel hajtotta végre a feladatot, hogy róla nevezték el az egész konfliktust (a Kitosz a Quietus eltorzult formája).
Quietusnak consuli címet ígértek szolgálatai jutalmául, de a következő évben, 118-ban áldozatául esett a Hadrianus trónra lépését követő politikai tisztogatásoknak és három másik consulviselt politikussal együtt összeesküvés vádjával kivégezték. Valószínűleg Hadrianus parancsára tették el láb alól, mert túlságosan népszerű volt a hadseregben és túl közel állt Traianushoz. A zsidó felkelés másik, cyrenaicai leverője, Quintus Marcius Turbo viszont Hadrianus bizalmasává vált és ő lett az új császár testőrparancsnoka is.

## Halála

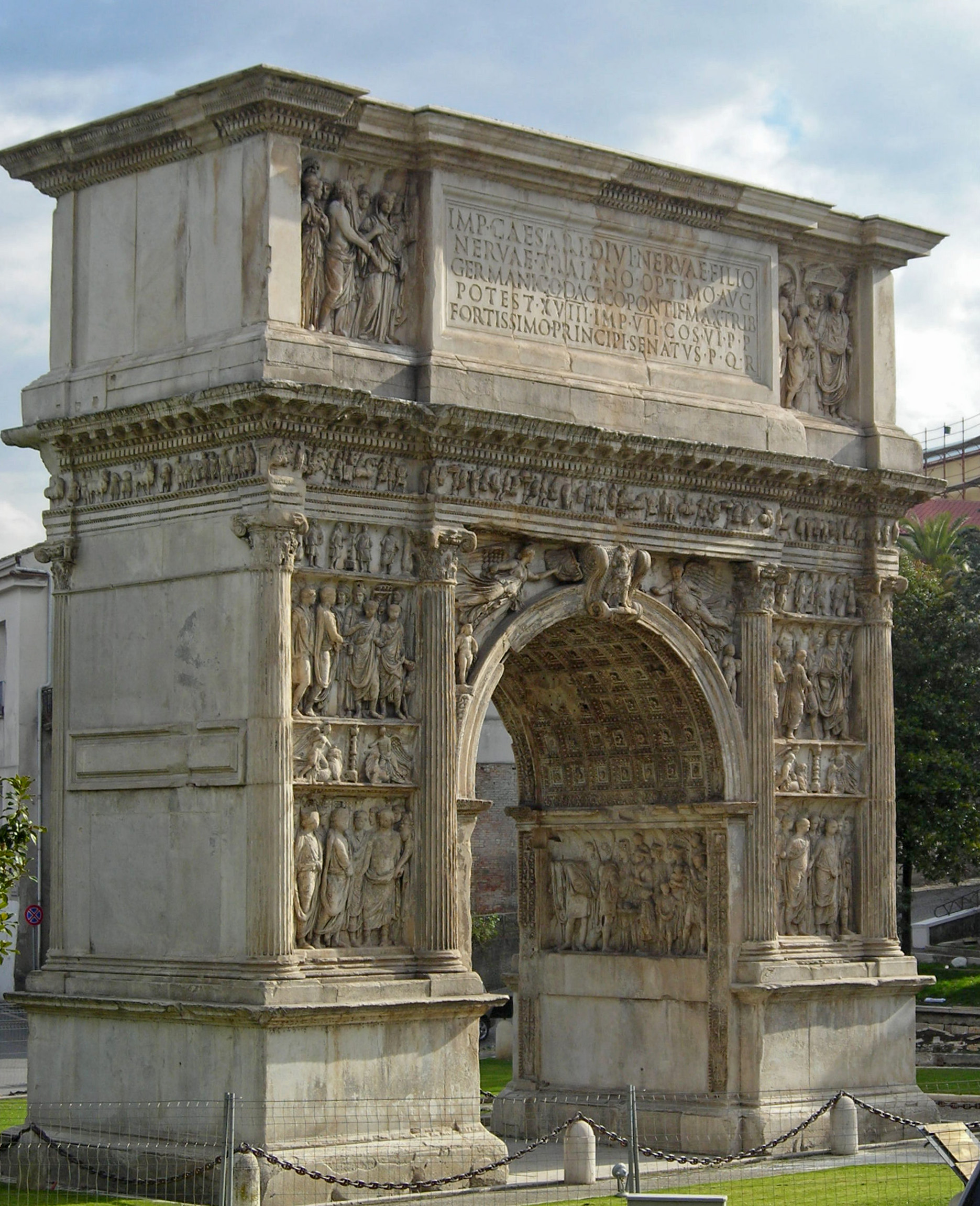
A beneventói Traianus-diadalív

Traianus állapota 117 tavaszán és nyarán tovább romlott. Hajóra szállt, hogy visszatérjen Itáliába, de ekkor már agyvérzés következtében részlegesen megbénult és testszerte ödémái voltak. 117 augusztus 11-én a ciliciai Selinus kikötővárosában meghalt (Selinust ezután átnevezték Traianopolisszá). Halálának időpontját a 4. századi Historia Augusta és Cassius Dio egyaránt ekkorra teszi, de Antiochiai Theophilosz szerint 19 évig, 6 hónapig és 16 napig uralkodott, ami alapján augusztus 12/13-án halhatott meg; Alexandriai Kelemen pedig 19 évre, hét (valójában hat) hónapra és 10 napra teszi uralkodását, ami augusztus 6/7-es dátumot valószínűsít.}} Lehet hogy Traianus már korábban is törvényesen örökösének nyilvánította Hadrianust, de Cassius Dio szerint felesége, Pompeia Plotina és annak szeretője, Attianus testőrparancsnok titokban tartotta a császár halálát míg hamisíthattak egy levelet, amelyben Traianus fiának és örökösének nevezi meg Hadrianust. Ezt a változatot állítólag Dio apja, Cassius Apronianus ciliciai kormányzó mondta el neki.
Hadrianus nem volt egyértelműen Traianus kegyeltje. A dák háborúkban rábízta a Legio I Minervia parancsnokságát, de a második háború döntő szakaszában visszavonták a frontról és kinevezték Pannonia Inferior provincia kormányzójává. Szenátorként nem nyújtott kiemelkedő teljesítményt és bár Traianus időnként kitüntette és reménykedhetett benne hogy ő lesz az utódja, a császár formálisan nem fogadta fiává. 108-as consulságát követően nem kapott újabb jelentős tisztséget, csak Athén arkhónjává nevezték ki 111/112-ben. A pártus háborúban valószínűleg nem vett részt. Egyes források szerint Traianus gondolkodott azon hogy mást, pl. Lucius Neratius Priscus neves jogtudóst nevez meg utódjaként. Hadrianus azonban mégis csak Traianus unokaöccse volt, unokahúgának lányát vette feleségül és a pártus háború vége felé megkapta Szíria kormányzóságát, így örökösödése logikus lépés volt. Plotinával és Attianus testőrparancsnokkal is jó viszonyban volt, voltak barátai a hispániai szenátorok befolyásos körén belül is.
Hadrianus egyik első dolga volt kivonulni a túl messze lévő és nehezen védhető Mezopotámiából, Örményországnak és Oszrhoénének pedig visszaállította a korábbi státusát. Állítólag idősebb Cato egyik, makedónokra vonatkozó mondására hivatkozott, miszerint "szabadon kellett engedni, mert nem lehetett megvédeni őket". Traianus pártus hadjárata mindenesetre bebizonyította, hogy a Római Birodalom elérte terjeszkedési kapacitásának határát. Egyéb hódításait, Daciát és Nabateát sikerült megtartani.
A hagyomány szerint Traianus hamvait oszlopának alapzatában helyezték el, bár egyes mai történészek szerint valószínűbb, hogy nem magában az oszlopban volt, hanem a közelében egy szentélyben vagy mauzóleumban, ahol az istenné nyilvánított császár kultuszát ápolhatták.

## Történeti források
Traianus Caesar hagyományát követve leírta a dák háborúk történetét (saját maga vagy egy általa megbízott szerző által), de a Commentarii de bellis Dacicis egy mondat kivételével mára elveszett. Az orvosa, Titus Statilius Criton által írt Geticá-ból is csak töredékek maradtak. Arrianus Parthica címmel, 17 kötetben megírta a római-pártus háborúk történetét, de az sem maradt ránk. Uralkodásáról a legrészletesebben Cassius Dio Róma történeté-nek 68. könyvében olvashatunk, ami csak bizánci kivonatban maradt fenn. Ezenkívül ifjabb Plinius Panegyricus-a és Dio Chrysostom beszédei a legjobb kortárs források. Azonban mindkettő az uralkodó kedvét kereső retorikai összefoglaló, amely idealizálja a császárt és a tények helyett inkább az ideológiával foglalkozik.
Plinius levelezésének tizedik kötete tartalmazza levélváltásait Traianusszal, de nincs bennük semmi magánjellegű vagy őszinte megnyilvánulás, csak hivatalos, szinte szervilis hangvételű levelezések az uralkodó és az egyik provincia kormányzója között. Szövegüket teljesen vagy nagyrészt a császári kancellária fogalmazta, Traianus csak aláírta őket. A nem írott források közül a régészeti leletek, feliratok, pénzek segítenek rekonstruálni uralkodásának időszakát.

## Megítélése

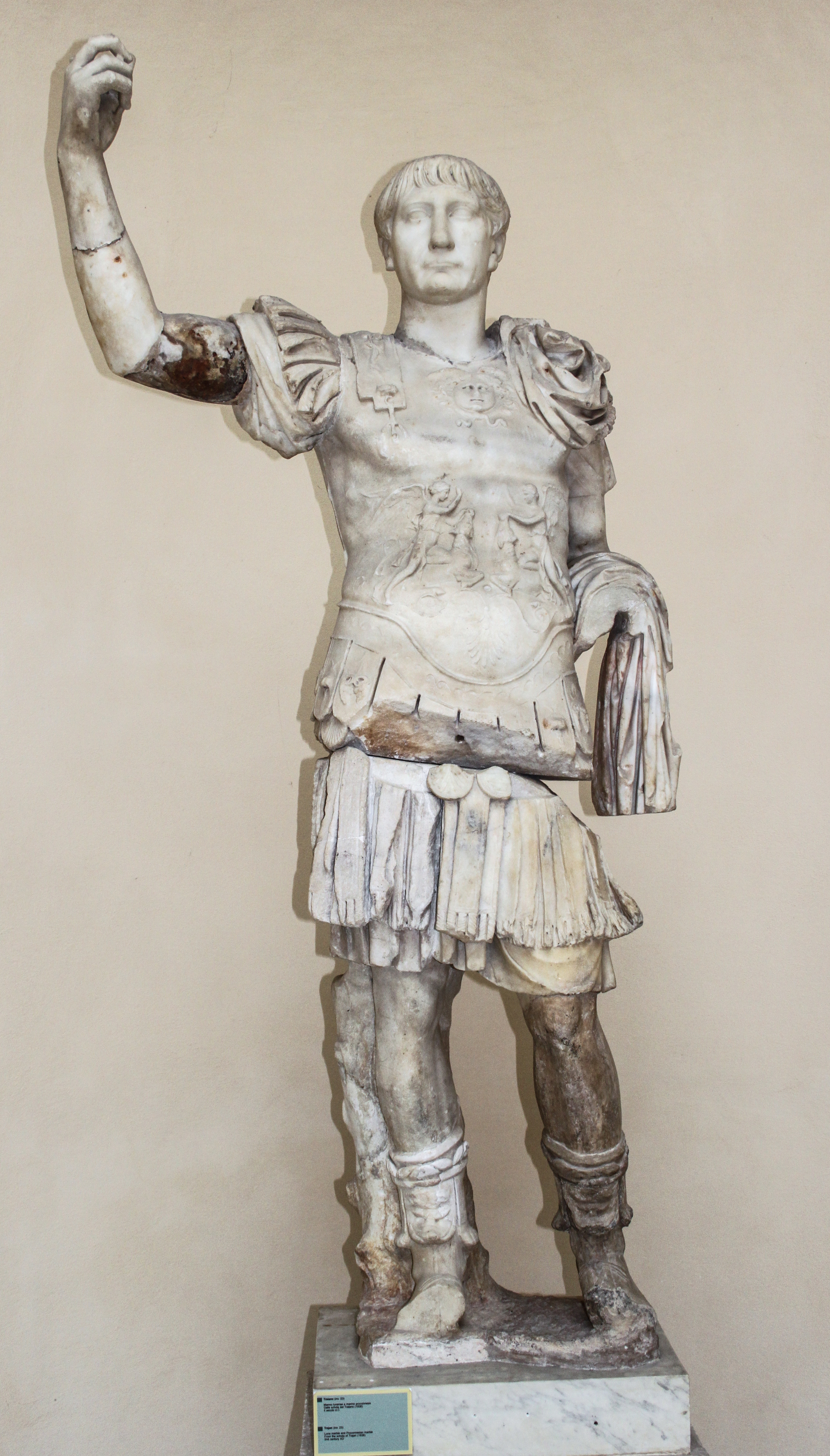
Traianus Ostiában talált szobra

Traianus azon ritka uralkodók közé tartozik, akiknek pozitív megítélése folyamatosan fennmaradt az azóta eltelt évszázadok során. Utána a szenátus minden új császárt úgy köszöntött, hogy legyen "szerencsésebb Augustusnál, jobb Traianusnál" (felicior Augusto, melior Traiano). A középkori keresztény teológusok (mint Aquinói Szt. Tamás) az erényes pogányok közé sorolták. A reneszánszkori Machiavelli öt egymást követő "jó császárról" írt "Nervától Marcusig" (ebben a listában a második Traianus)
Az antik források egyöntetűen pozitívan értékelik Traianus személyiségét és tetteit. Ifjabb Plinius bölcs és igazságos uralkodónak és erényes embernek állítja be. Cassius Dio szerint igazságosságával, bátorságával és szokásainak egyszerűségével tűnt ki; elődjeitől eltérően nem öletett meg senkit a vagyonáért, bár háborúira és építkezéseire nagy összegeket költött. Kiemeli közvetlenségét, hogy hintójába másokat is befogadott és gyakran látogatott meg polgárokat az otthonukban, akár testőrök nélkül is. Egyetlen hibájának a bor és a fiúk iránti gyengeségét tartja. A 3. századi császár, Decius a szenátustól kitüntető melléknévként kapta meg a Traianust. A birodalom 3. századi válságát követően Traianust és Augustust példaképként állították az állam vezetői elé.
Dante Isteni színjáték-ában Traianus lelke Jupiter mennyországában található, más, igazságosságáról ismert történelmi és mitológiai személyek társaságában. Ezenkívül a purgatórium első teraszán látható egy falfestmény, amelyen Traianus megáll lovával, hogy igazságot szolgáltasson egy szegény özvegyasszonynak; tanulságként azoknak, akik büszkeségük miatt kerültek arra a helyre. A 18. században Anton Raphael Mengs III. Károly spanyol király megbízásából a madridi királyi palota dísztermének mennyezetére megfestette "Traianus diadalmenetét", egyik legjobbnak tartott munkáját.
A felvilágosodás korának történészei kezdtek kicsit árnyaltabb képet festeni Traianusról. Edward Gibbon kritizálta militarizmusát, különösen közvetlen utódainak mérsékelt politikájával összehasonlítva. Mommsen is dicsőséghajhászónak tartotta a császárt, aki "kielégíthetetlen, határtalan hódításvágy". Bár Hadrianusnak sem volt nagy rajongója ("visszataszító modor, epés, irigykedő és rosszindulatú természet", írta róla) azt elismerte, hogy Traianus hódításainak feladásával úgy cselekedett ahogyan azt a helyzet megkövetelte.
A 20. század elejének olasz fasiszta életrajzírója, Roberto Paribeni viszont éppen a császár katonai erényeit magasztalta 1927-ben kiadott kétkötetes életrajzában és Traianus korát a principátus csúcspontjának tekintette. A nacionalista konzervatív német történész, Alfred Heuß is "a humánus császár koncepciójának ideális megtestesítőjének" tartotta őt.
Az újabb életrajzokban hangsúlyozzák a Domitianus és Traianus uralkodása közötti folytonosságot, hogy Traianus uralma ugyanazt az autokratikus és szakrális jelleget követte, mint Domitianusé, és amely személyes dicsőségének megkoronázására szánt sikertelen pártus kalandban csúcsosodott ki. Őt tartják az utolsó római császárnak, aki a birodalmat tisztán Itália és Róma hegemóniájaként képzelte el.

## Időrend

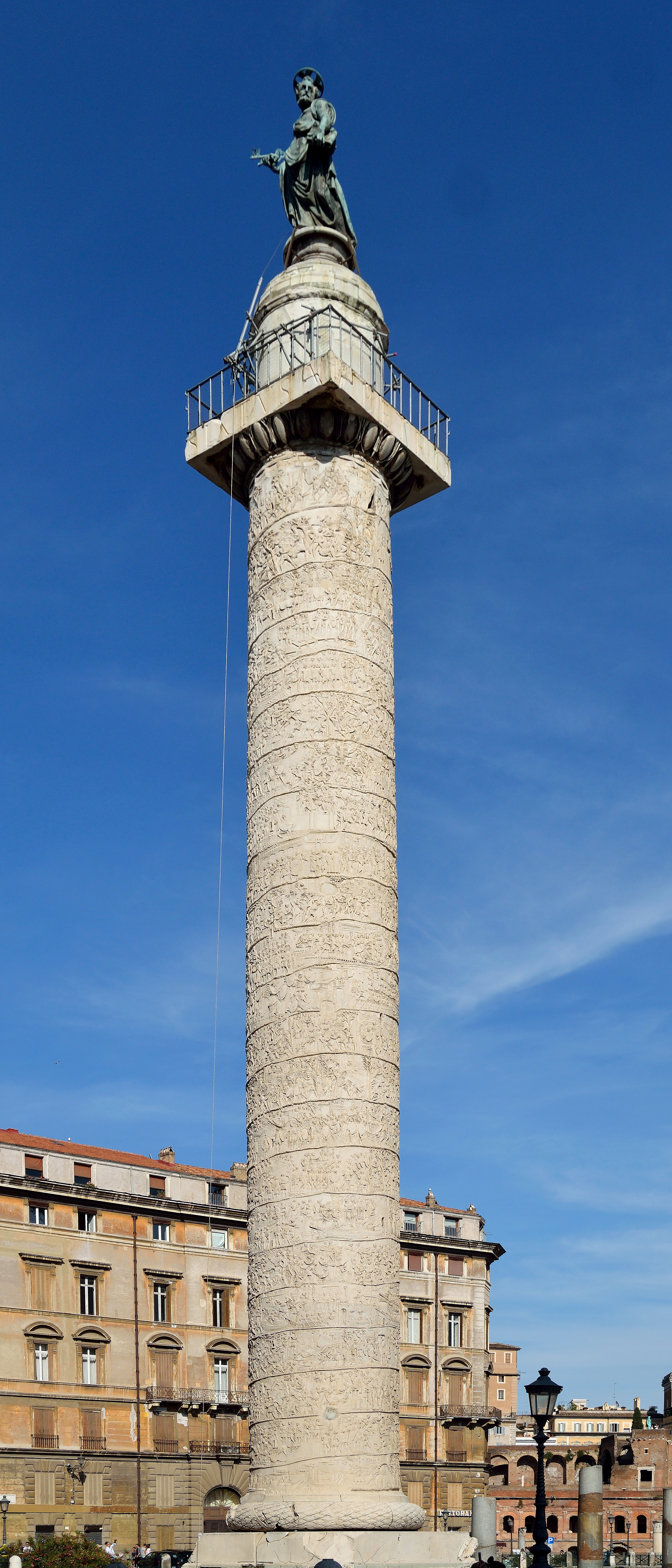
Traianus oszlopa Rómában

- i. sz. 53. szeptember 18. – születése
- kb. 76-77 (vagy 74/75)[207] – katonai tribunus Szíriában
- 78? – quaestor
- 84 – praetor
- 86-89 – a Legio VII Gemina parancsnoka
- 91 – consul
- 96 – Germania Superior propraetora
- 97 – Nerva adoptálja
- 98 – consul (másodszor, Nervával); Nerva halála után megörökli a császári címet; meglátogatja Germania Inferiort
- 99 – megérkezik Rómába
- 100 – consul (harmadszor, Sextus Iulius Frontinusszal)
- 101 – consul (negyedszer, Quintus Articuleius Paetusszal); az első dák háború kezdete
- 102 – az első dák diadalmenet
- 103 – consul (ötödször, M' Laberius Maximusszal)
- 105 – a második dák háború kezdete
- 106 – Dacia meghódítása, Nabatea annektálása és Arabia Petraea provincia megalapítása
- 107 – második dák diadalmenet, a denarius leértékelése
- 108 – decenalia (trónra lépésének tízéves évfordulója)
- 109 – elkészül az Aqua Traiana és Traianus fürdői
- 112 – consul (hatodszor, Titus Sextius Africanusszal); Traianus fórumának felavatása
- 113 – elkészül a Caesar Fórumán álló Vénusz-templom felújítása, a pártus háború kezdete
- 114 – Örményország annektálása Armenia provincia megalapítása
- 115 – Mezopotámiai hadjárat, Edessza és Niszibisz elfoglalása
- 115/116 – antiochiai földrengés, a zsidó felkelés kezdete
- 116 – pártus hadjárat; Babilon, Szeleukeia és Ktésziphón elfoglalása;, a zsidó felkelés továbbterjedése; felkelés a megszállt pártus területeleteken, pártus bábkirály kinevezése
- 117. augusztus 11. – halála

## Fordítás
- Ez a szócikk részben vagy egészben  a   Trajan című angol Wikipédia-szócikk ezen változatának fordításán alapul.  Az eredeti cikk szerkesztőit annak laptörténete sorolja fel. Ez a jelzés csupán a megfogalmazás eredetét és a szerzői jogokat jelzi, nem szolgál a cikkben szereplő információk forrásmegjelöléseként.

| Elődei: Marcus Tullius Cerialis (suff) és Cnaeus Pompeius Catullinus (suff) | Consul 91 collega: Manlius Acilius Glabrio | Utódai: Cnaeus Minicius Faustinus (suff) és Publius Valerius Marinus (suff) |

| Elődei: Tiberius Iulius Ferox (suff) és Marcus Ostorius Scapula (suff) | Consul 100. január collega: Sextus Iulius Frontinus | Utódai: Marcus Martius Macer (suff) és Lucius Iulius Ursus (suff) |

| Elődei: Lucius Roscius Aelianus Maecius Celer (suff) és Tiberius Claudius Sacerdos Iulianus (suff) | Consul 101. január collega: Quintus Articuleius Paetus | Utódai: Sextus Attius Suburanus Aemilianus (suff) és Marcus Maecius Celer (suff) |

| Elődei: Lucius Antonius Albus (suff) és Marcus Iunius Homullus (suff) | Consul 103. január collega: Manlius Laberius Maximus | Utódai: Quintus Glitius Atilius Agricola (suff) és Quintus Baebius Macer (suff) |

| Elődei: Lucius Octavius Crassus (suff) és Publius Coelius Apollinaris (suff) | Consul 112. január collega: Titus Sextius Cornelius Africanus | Utódai: Marcus(?) Licinius Ruso (suff) és Lucius Mummius Niger Quintus Valerius Vegetus (suff) |

| Előző uralkodó: Nerva | Római császár 98 – 117 | Következő uralkodó: Hadrianus |